# Ibn Muqana
Ibn Muqana, eigentlich Abu Zaid Abdurrahman ibn Muqana (arabisch أبو زيد عبد الرحمن بن مقانا, DMG Abū Zaid ʿAbd ar-Raḥmān b. Muqānā, auch Ibn Muqana; * im 11. Jahrhundert in Alcabideche, Kreis Cascais, Portugal; † im 11. Jahrhundert in Portugal) war ein arabisch-portugiesischer Dichter auf der Iberischen Halbinsel.

## Leben und Wirken
Vieles aus seinem Leben bleibt im Dunst der Geschichte. Was man weiß, ist, dass Ibn Muqana einer der ersten Dichter in Europa war, der Windmühlen besang. Seine Heimatgemeinde Alcabideche war zu der Zeit seiner Geburt ein winziges Dörflein, ist heute eine normale portugiesische Gemeinde. 
Später trieb es ihn an die Königshofe und Emirate der Iberischen Halbinsel, wo er als einer der unzähligen Dichter wirkte und die dortigen Könige mit seinem Werk, zumeist Eklogen, unterhielt. Historisch gesichert waren Aufenthalte an den Höfen der Emire in Málaga, der Abbasiden in Sevilla und im Königreich Granada. Emir Idris II. in Málaga las er – das ist historisch gesichert – im Jahre 1043 eine seiner Eklogen vor. Aber auch bukolische Lyrik ist von ihm überliefert worden.
Nach kurzer Unterbrechung bzw. Besuch seines Heimatortes lebte er ab 1045 am Hofe von Emir Almodafer in Badajoz.
Erst Ende des zwanzigsten Jahrhunderts würdigte der moderne portugiesische Staat seinen einzigen islamischen Dichter, den Portugal je hervorbrachte. Bei Alcabideche erinnert eine Stele mit Versen an den Dichter, die Gemeinde Alcabideche hat ihre weiterführende Schule nach Ibn Muqana benannt, seit 1989 (Escola Ibn Mucana). Womöglich ist sie eine von ganz wenigen Schulen in Westeuropa, die nach einem islamisch-maurisch-arabischen Dichter benannt ist.